# Казачьи чины

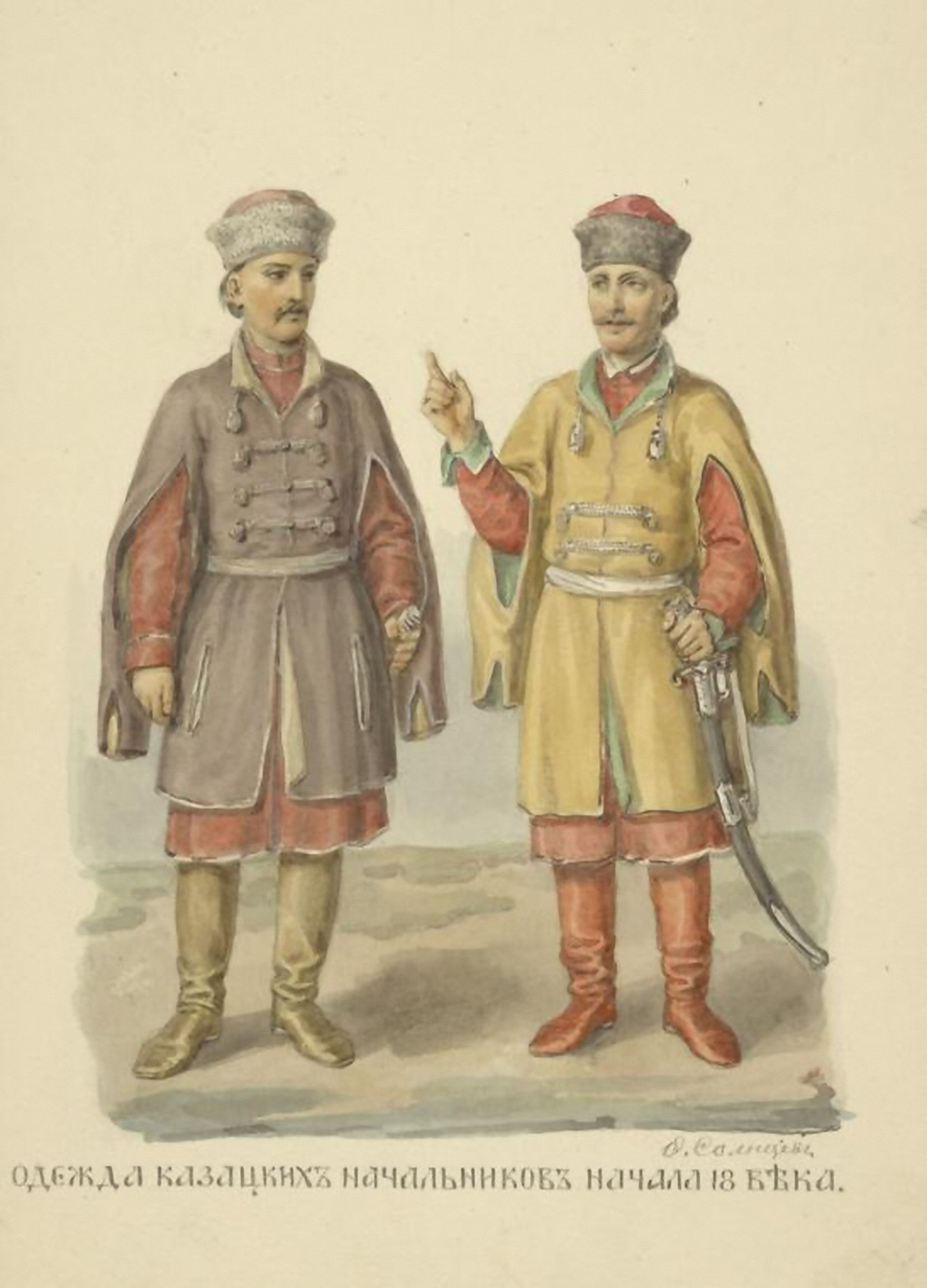
Казацкие начальники начала XVIII века.

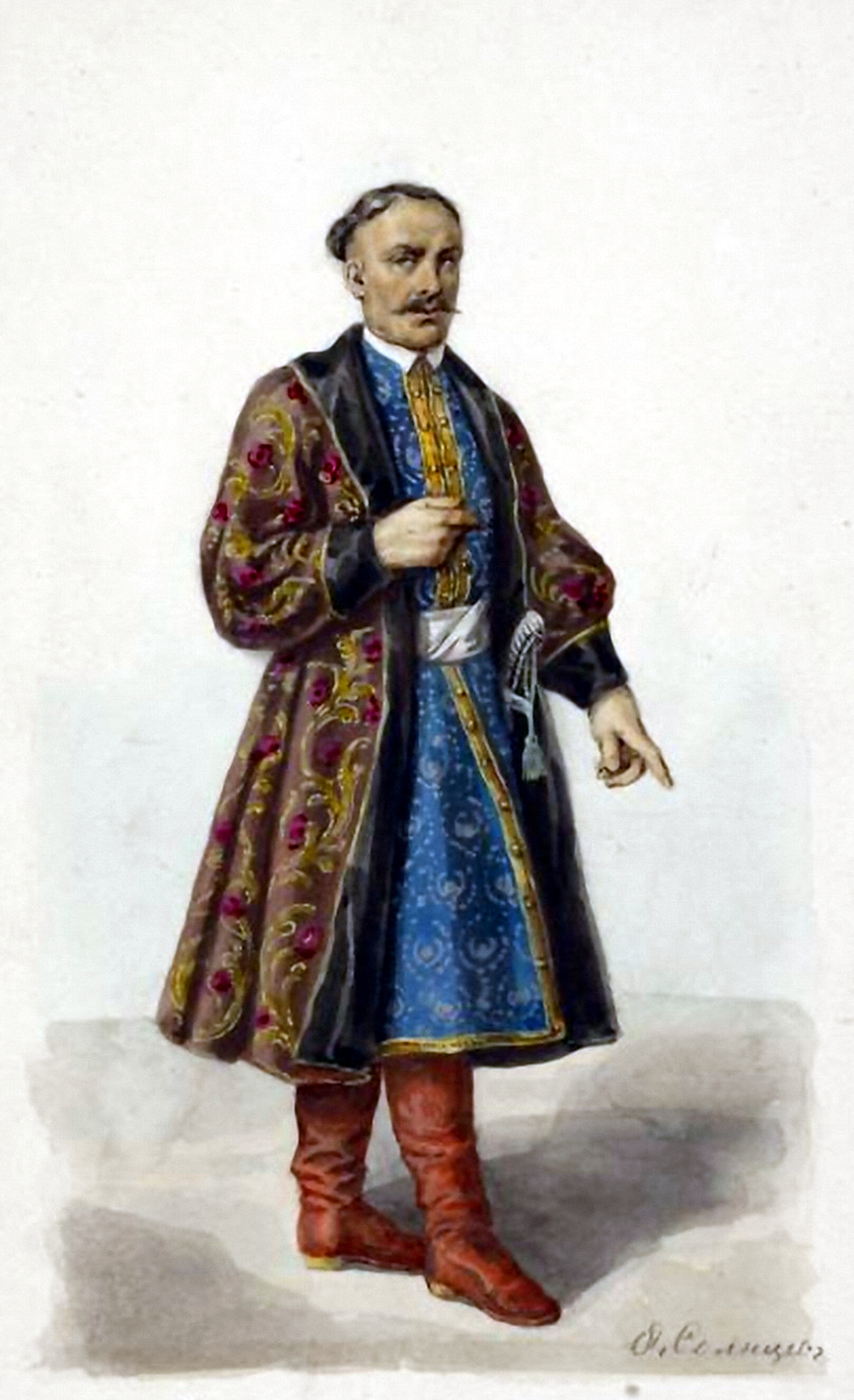
Старшина Войска Донского. Начало XVIII столетия.

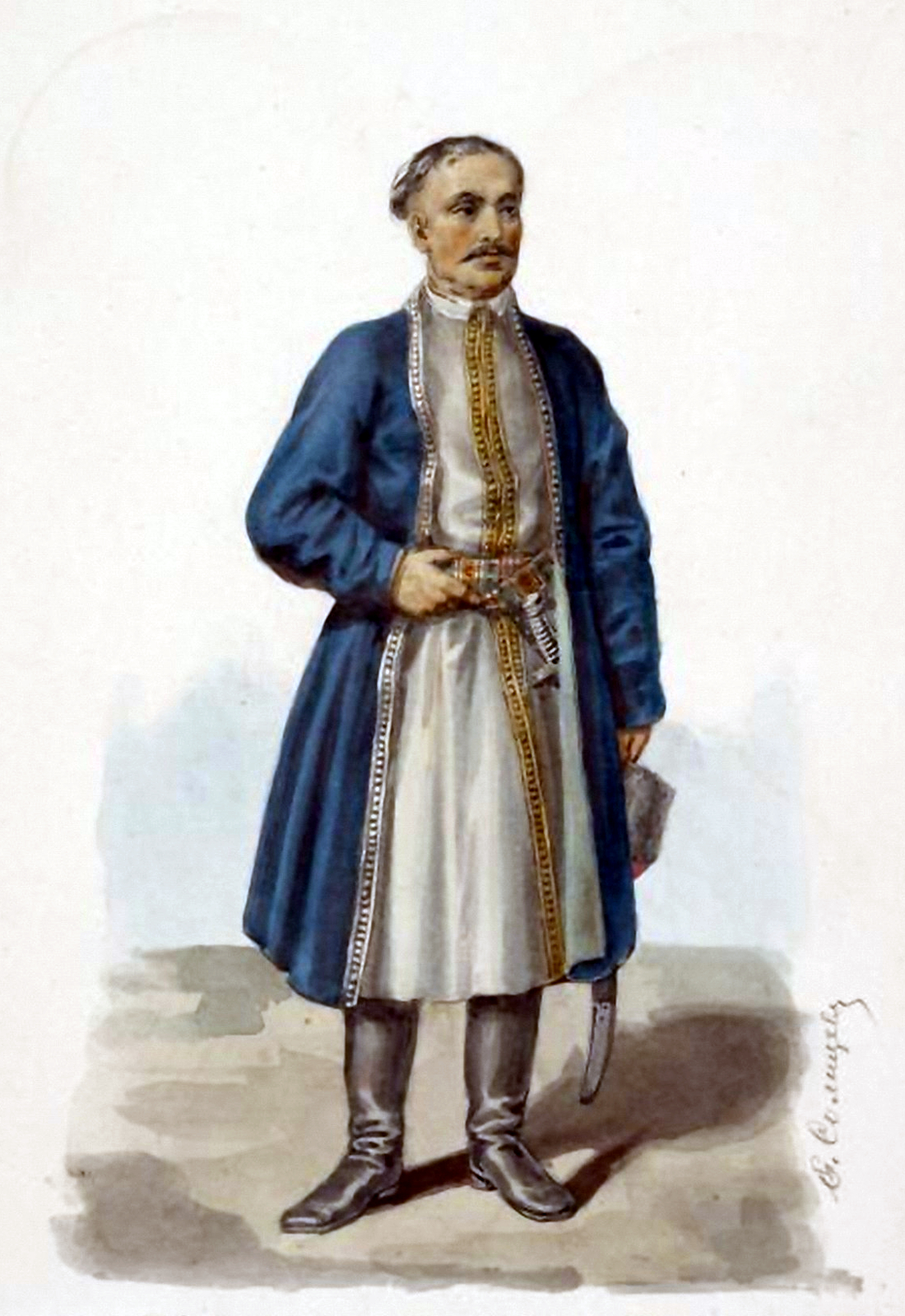
Старшина Войска Донского. Конец XVIII столетия.

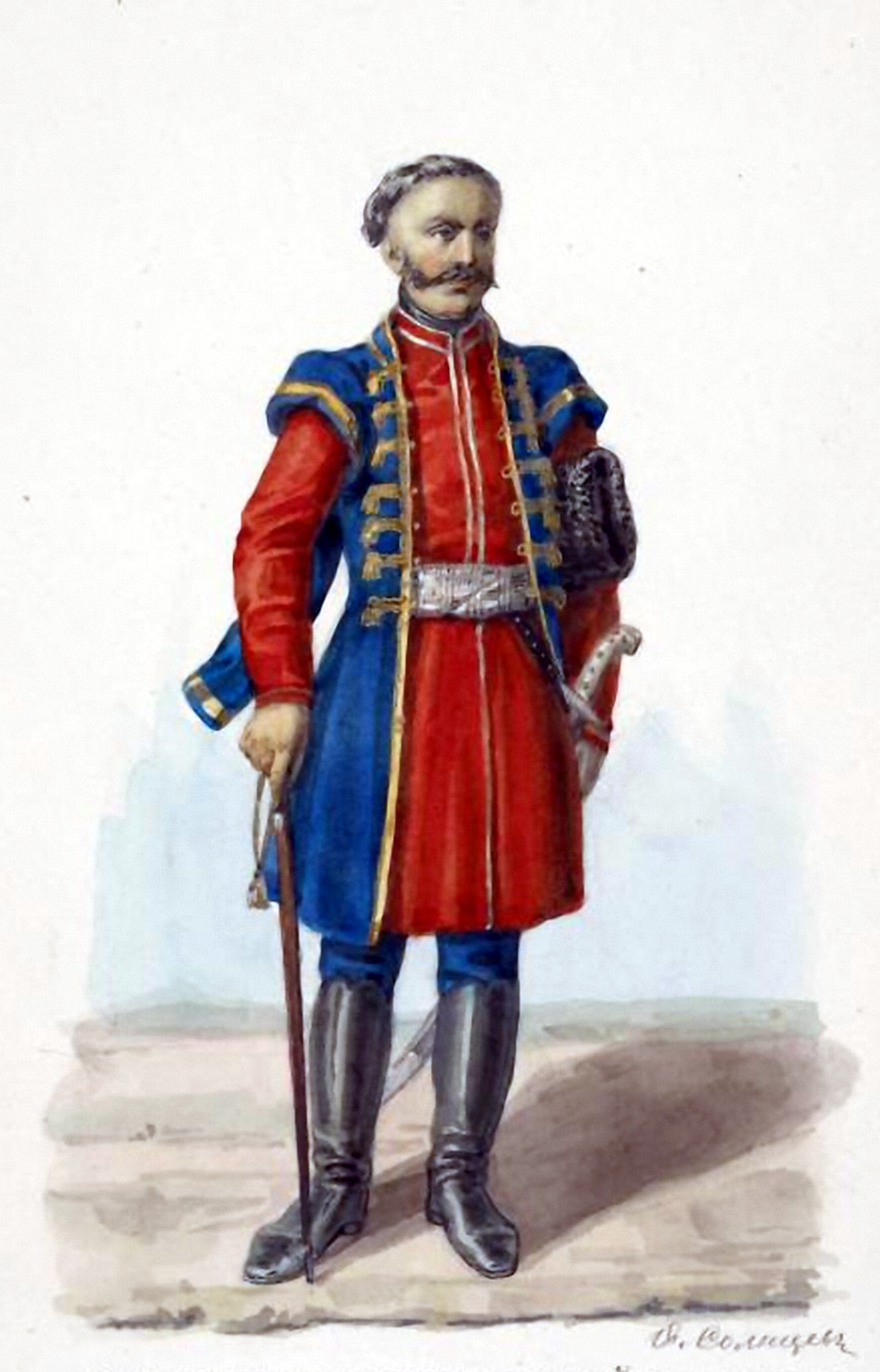
Старшина Войска Донского, 1821 год

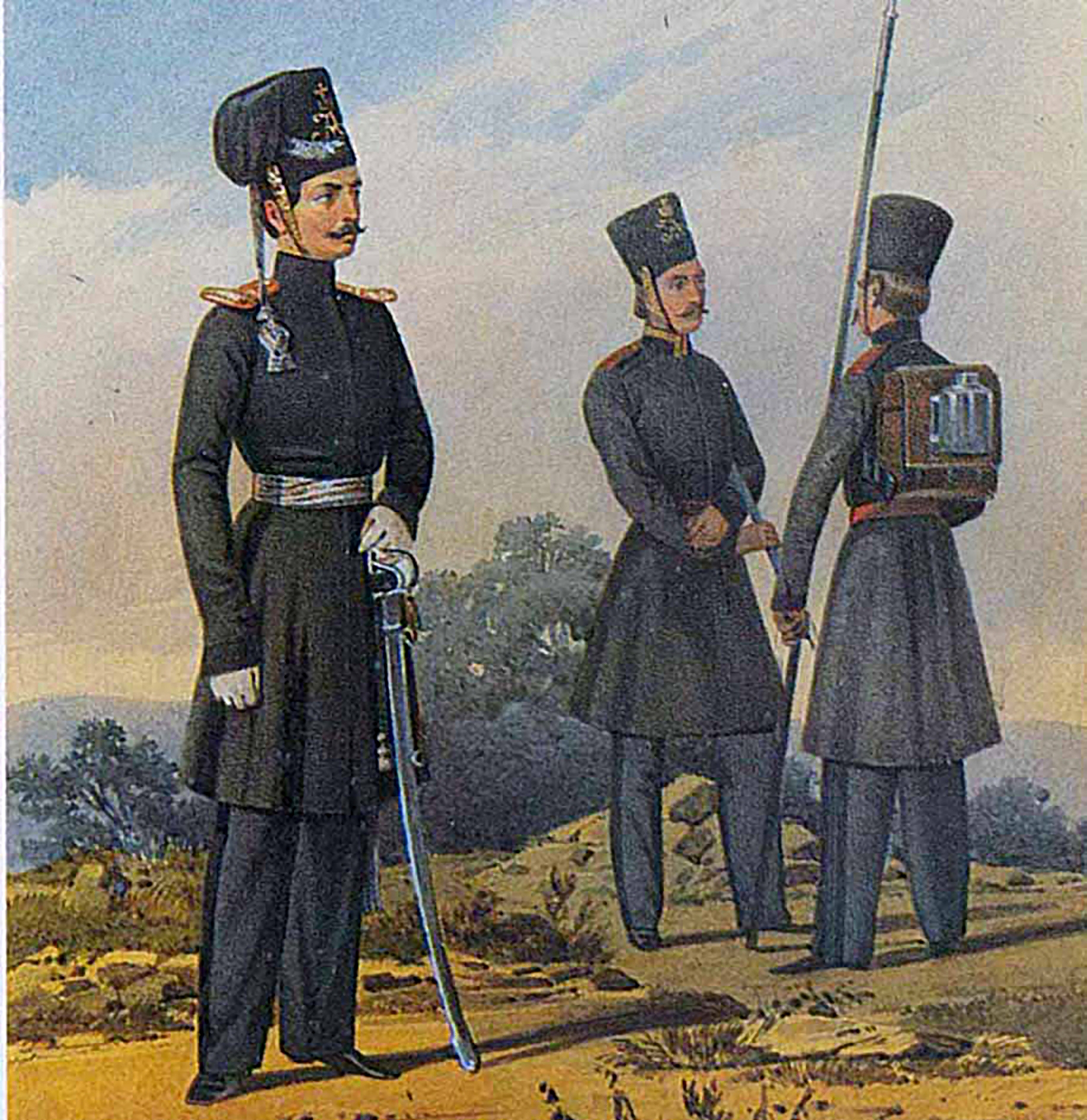
Обер-офицер, урядник и казак 1-го Пешего Казачьего полка Тульского ополчения. 1812 год

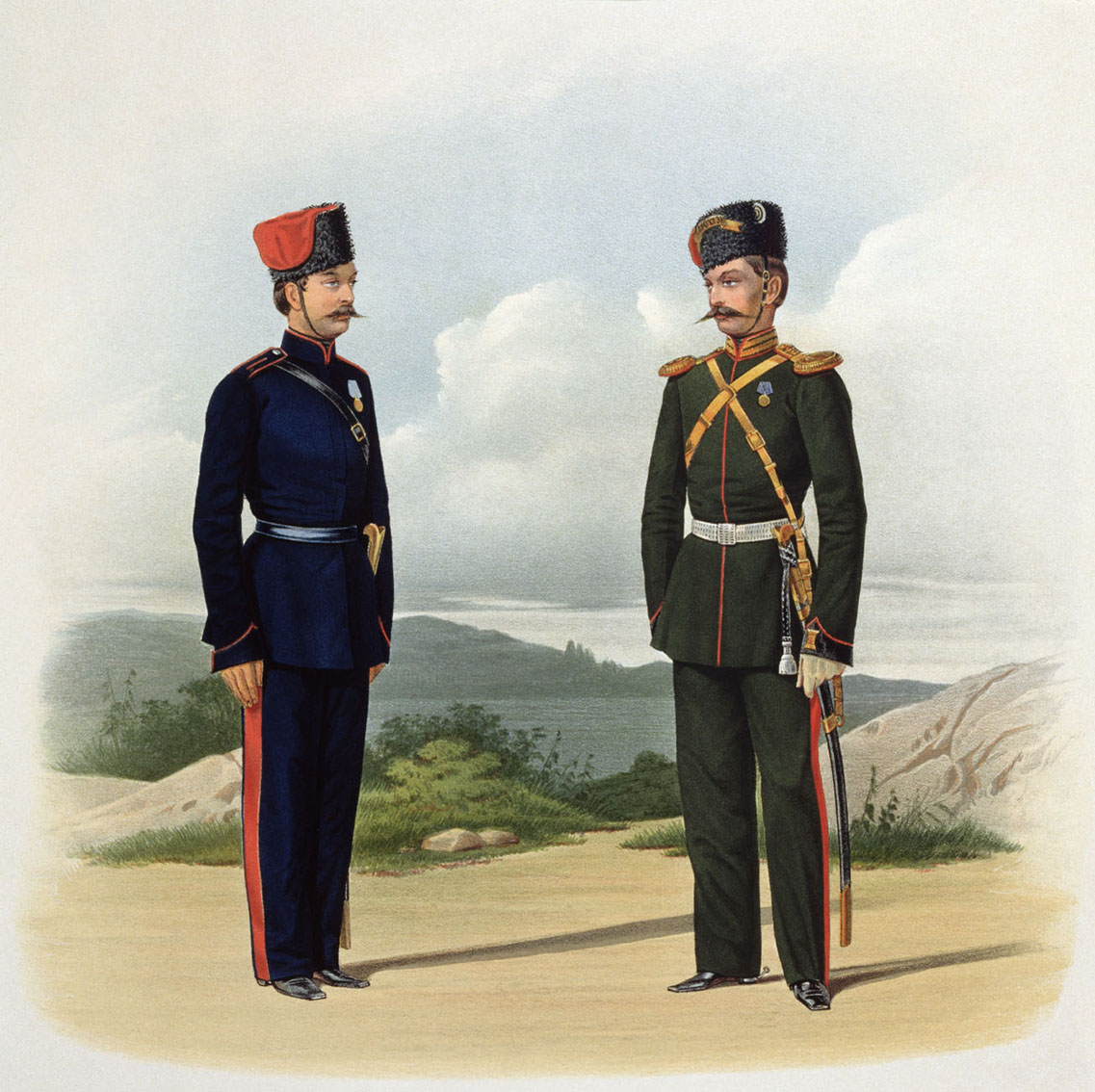
Пиратский К. К. Казак Донского Войска и Обер-Офицер Донской Конно-Артиллерийской № 2 батареи. 1862 г.

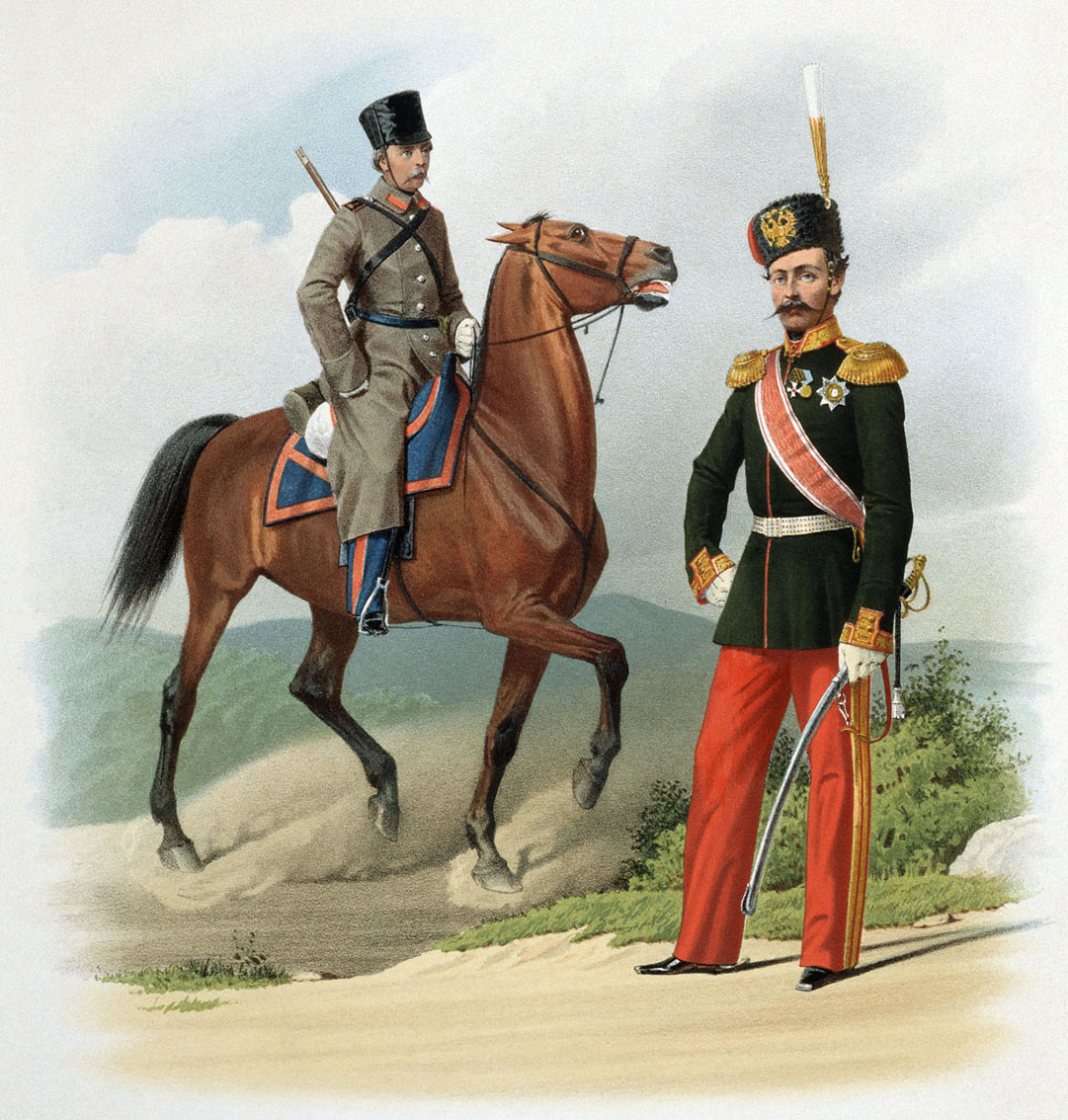
Пиратский К. К. Урядник и Генерал Донского Войска. 1862 г.

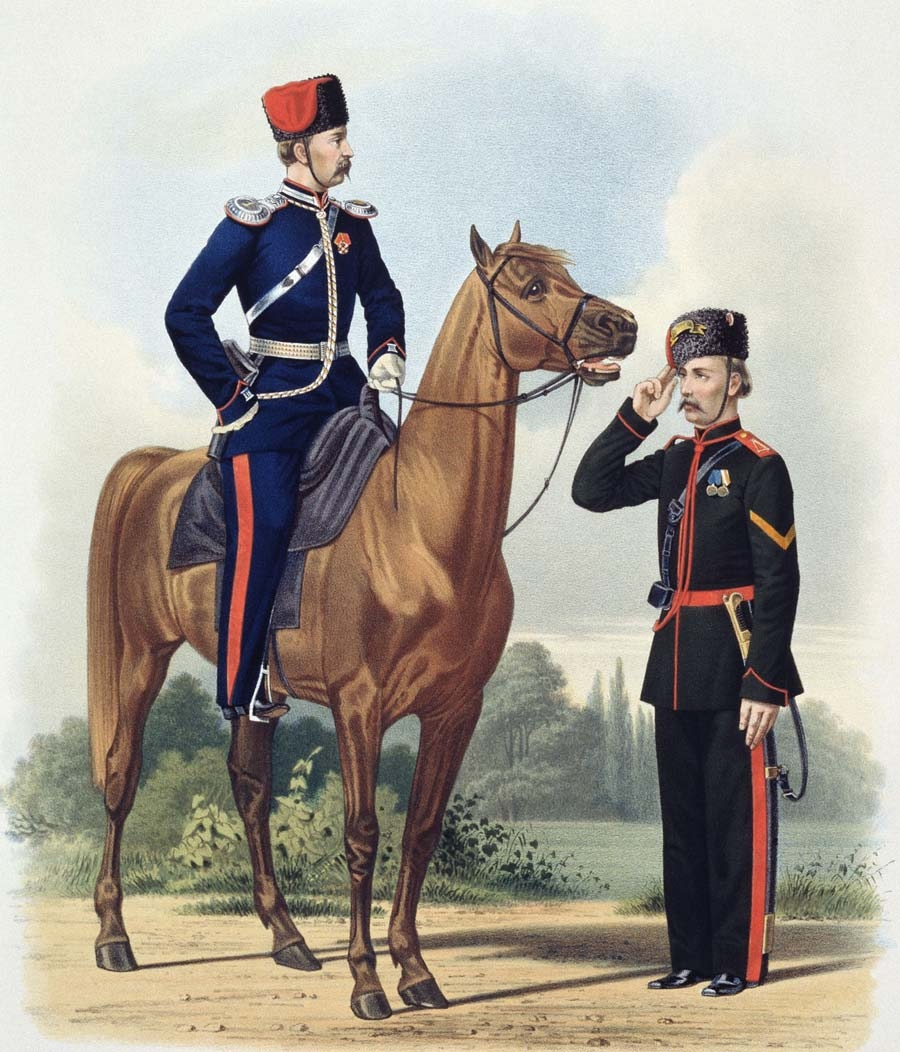
Пиратский К. К. Донские Казачьи полки и артиллерия. 1867 г.

Казачьи чины — чины (должность-звание), персонально присваиваемые военнослужащим и военнообязанным (в том числе казакам на льготе) в Российской империи, в соответствии с их военной и специальной подготовкой, служебным положением, заслугами, выслугой лет, принадлежностью к казачьему войску.
В Российской Федерации в среде современного казачества присваиваются чины членов казачьих обществ, внесенных в Государственный реестр казачьих обществ в Российской Федерации.

## История
Первые чины (должности) у казаков так называемая казачья старшина (Дон, Запорожье и так далее), позже появилась и Генеральная старшина — атаман, гетман, писарь, кантарей, сотник, десятник — были выборные.
Позднее появление чинов в казачьих войсках (полковник, наказной атаман, войсковой писарь, войсковой судья, есаул и так далее) относится к XV—XVI векам, что было связано с развитием войсковой организации казачества как войск в системе Русского государства.
В Русском войске чины впервые были введены в середине XVI столетия в стрелецком войске.
Городовые казаки Русского государства в XVI—XVIII веках находились в «приборе» у своего головы, который и набирал их на службу. Казачий «голова» непосредственно подчинялся городовому воеводе или осадному «голове». Нормальный состав «прибора» исчислялся в 500 человек. «Приборы» делились на сотни, которые находились в «приказе» у сотников. Сотни, в свою очередь, подразделялись на полусотни (во главе с пятидесятниками) и десятки (во главе с десятниками). Права и обязанности должностных лиц городовых казаков соответствовали функциям таких же должностных лиц у стрельцов. Размещенные по городам казаки получали название того города, где были поселены. У казаков, поступивших на службу отрядами (станицами), сохранялись их выборные атаманы, подчинявшиеся казацкому «голове» или городовому воеводе. Особняком стояли сторожевые казаки, часто подчинявшиеся своему отдельному «голове». Чин рядового сторожевого казака был выше чина пятидесятника городовых казаков. Казачьи атаманы, «головы», сотники и сторожевые казаки были приравнены к «детям боярским» и получали за свою службу не только деньги, но и земельные наделы.
Последний русский царь и первый всероссийский император Пётр I установил единую систему военных, гражданских и придворных чинов, которая была окончательно закреплена в 1722 году в «Табели о рангах». Чины соотносились к определенному классу, старшим из которых являлся первый класс.
В конце XVIII века в Табель о рангах были включены офицерские чины казачьих войск.
В 1828 году при императоре Николае I в казачьих войсках вводится единая система всех чинов (воинских званий). К тому времени у казачества существовали следующие чины:
- штаб-офицеры (старшие офицеры) — полковник, подполковник и войсковой старшина;
- обер-офицеры (младшие офицеры) — есаул, сотник, хорунжий;
- нижние чины — вахмистр, урядник, приказный и казак (рядовой).

В дальнейшем эта система чинов (воинских должностей — званий) в казачьих войсках больше изменений не терпела. В 1880 году вводится чин подхорунжего.
В 1884 году чин подполковника заменяется чином войскового старшины, который раньше соответствовал армейскому майору, и введен чин подъесаула, равный штаб-ротмистру в армейской кавалерии.
В Российской Империи лица из казачьего сословия, исполняющие во время службы обязанности соответствующих казачьих офицеров, но не имеющие права на производство в воинское звание, именовались «зауряд-хорунжий», «зауряд-сотник», «зауряд-есаул». Например, чин «зауряд-хорунжего» давался вахмистрам и урядникам за боевые отличия. На погонах хорунжего они имели «на верху» погона, поперек его, нашивки того звания, из которого они были произведены в офицерский чин. От кадровых казачьих офицеров зауряд-офицеров также отличали и некоторые детали обмундирования — отсутствие офицерских темляков, офицерского галуна на портупеях и пр.

## Чины в Российской империи

### Малолеток
Чин для подростков, ещё не достигших возраста службы (до 16 лет). Они находились под присмотром старших и несли минимальные обязанности, связанные с подготовкой к службе.

### Сиденок
Чин для молодых казаков, которые уже начали обучение воинскому делу или выполняли вспомогательные задачи. Сиденки готовились к полноценному участию в жизни казачьего войска.

### Казак
На самой нижней ступеньке служебной лестницы казачьего войска стоял рядовой казак, соответствующий рядовому пехоты.

### Приказный
Приказный имел одну лычку и соответствовал ефрейтору в пехоте.

### Урядник
Звания младшего урядника и старшего урядника соответствовали младшему унтер-офицеру и старшему унтер-офицеру соответственно. В современной российской армии звание урядника аналогично званию сержанта, а погоны имеют две у младшего и три у старшего урядника поперечные полоски. Урядник мог командовать 27 всадниками (взводом). Казачий урядник является героем песни «За рекой Ляохэ».

### Вахмистр
В русской кавалерии и жандармерии вахмистр являлся ближайшим помощником командира сотни, эскадрона, батареи по строевой подготовке, внутреннему порядку и хозяйственным делам.
Чин вахмистра соответствовал чину фельдфебеля в пехоте. В современном казачестве существуют чины младшего вахмистра (старшина), вахмистра (прапорщик) и старшего вахмистра (старший прапорщик), что наиболее чётко отражает соответствие вахмистров царской армии и нынешних армейских званий и должностей.

### Подхорунжий
По положению 1884 года, введённому Александром III, следующим чином в казачьих войсках, но только для военного времени, являлся «подхорунжий», который соответствовал чину подпрапорщика в пехоте (примерно равен прапорщику в современной армии) и вводился только в военное время. В мирное время, кроме казачьих войск, эти чины существовали только в запасе. Подхорунжий не относился к офицерскому чину и являлся самым старшим унтер-офицерским званием.
Первым офицерским чином в пехоте, только в военное время и для ополчения являлось звание «прапорщик», что соответствует современному званию «младший лейтенант».

### Хорунжий
Хорунжий — следующая степень, фактически первичный обер-офицерский чин, соответствует подпоручику в пехоте или корнету в кавалерии. По служебному положению соответствует лейтенанту в современной армии, носил погоны с голубым просветом на серебряном поле (прикладной цвет Донского Войска) с двумя звёздочками.

### Сотник
Сотник — обер-офицерский чин в казачьих войсках, соответствующий поручику в регулярной армии. Сотник носил погоны такого же оформления, но с тремя звёздочками, соответствуя по своему положению современному старшему лейтенанту. Командовал полусотней.

### Подъесаул
Подъесаул являлся помощником или заместителем есаула, командовал казачьей сотней. Погоны имели то же оформление, что у сотника, но с четырьмя звёздочками. По служебному положению соответствует современному капитану. Введен этот чин в 1884 г. В регулярных войсках соответствовал чину штабс-капитана и штаб-ротмистра.

### Есаул
Есаулы были генеральные, войсковые, полковые, сотенные, станичные, походные и артиллерийские. Генеральный есаул (два на Войско) — высший чин после гетмана. В мирное время генеральные есаулы выполняли инспекторские функции, на войне командовали несколькими полками, а в отсутствие гетмана — всем Войском. Но это характерно только для запорожских казаков.
Войсковые есаулы выбирались на Войсковом Круге (в Донском и большинстве других — по два на Войско, в Волжском и Оренбургском — по одному). Занимались административными делами. С 1835 года назначались в качестве адъютантов при войсковом наказном атамане.
Полковые есаулы (первоначально два на полк) выполняли обязанности штабс-офицеров, являлись ближайшими помощниками командира полка. Сотенные есаулы (по одному на сотню) командовали сотнями. Это звено не привилось в Донском Войске после первых веков существования казачества. Станичные же есаулы были характерны только для Донского Войска. Они выбирались на станичных сходах и являлись помощниками станичных атаманов.
Походные есаулы (обычно два на Войско) выбирались при выступлении в поход. Выполняли функции помощников походного атамана, в XVI — XVII веках при его отсутствии командовали войском, позднее являлись исполнителями приказаний походного атамана.
Артиллерийский есаул (один на Войско) подчинялся начальнику артиллерии и исполнял его поручения.
Генеральные, полковые, станичные и другие есаулы постепенно были упразднены.
Сохранялся лишь войсковой есаул при войсковом наказном атамане казачьего войска.
В 1798—1800 гг. чин есаула был приравнен к чину ротмистра в кавалерии.
Есаул, как правило, командовал (по поручению старшего начальника) отрядом от одной до нескольких сотен. Соответствовал по служебному положению современному капитану. Носил погоны с одним просветом без звездочек.

### Войсковой старшина
Название войсковой старшина произошло от старинного названия исполнительного органа власти у казаков. Во второй половине XVIII века это название в видоизмененной форме распространилось на лиц, командовавших отдельными отраслями управления казачьего войска. С 1754 г. войсковой старшина приравнивался к майору, а с упразднением этого чина в 1884 году — к подполковнику. Носил погоны с двумя голубыми просветами на серебряном поле и тремя звёздами (до 1884 — с двумя звёздами).

### Полковник
Казачий полковник — погоны такие же, как и у войскового старшины, но без звёздочек с двумя просветами или эполетами. Высший штаб-офицерский чин в казачьих войсках. Присваивался командирам полков.

### Атаман Походный
Атаман Походный — погоны такие же, как и у генеральского состава. Чин присваивался в военное время генералам казачьих войск при каждой армии; они наблюдали за правильным использованием и сбережением казачьих войск.

### Атаман Войсковой Наказной
Атаман Войсковой Наказной. Чин присваивался главноначальникам военного и гражданского управления Донского, Сибирского, Кавказских и Приамурских казачьих войск.

### Атаман Наказной
Чин наказной атаман присваивался главноначальникам военного и гражданского управления в Терском, Кубанском, Астраханском, Уральском, Семиреченском и других.

### Августейший Атаман всех Казачьих Войск
Почётный чин, присваивавшийся с 1827 года Наследнику Цесаревичу до вступления его на престол как Шефу (почётному командиру) всех Казачьих Войск.

### Гетман
Гетман — традиционный титул руководителей Войска Запорожского. В апреле — декабре 1918 года — название должности главы Украинской державы.